# 서주와 론도 카프리치오소
《서주와 론도 카프리치오소 가단조 작품번호 28》(프랑스어: Introduction et Rondo capriccioso en la mineur)는 카미유 생상스가 작곡한 바이올린과 관현악을 위한 협주곡 작품이다. 피아노 반주버전으로도 연주되고 있다.
명 바이올리니스트인 파블로 데 사라사테를 위해 작곡되어, 스페인 출신의 사라사테에 의해 스페인 풍의 요소가 가미되었다. 초연당시부터 널리 지지받아, 현재에도 생상스의 가장 인기있는 작품 중 하나이다.

## 개요
당초, 바이올린 협주곡 1번의 피날레로 구상되어, 1863년에 작곡되었다. 초연도 바이올린 협주곡 1번과 동시에 1864년 4월 4일에 사라사테의 독주, 생상스의 지휘로 행해졌다. 듀랑 사의 출판년도는 1875년이며, 사라사테에게 헌정되었다.
피아노 반주버전은 조르주 비제가 편곡하여 1870년에 출판했다. 또한 드뷔시가 두 대의 피아노를 위한 버전으로 편곡하여, 1889년에 출판하였다.

## 악기 편성
독주 바이올린, 플루트2, 오보에2, 클라리넷2, 바순2, 호른2, 트럼펫2, 팀파니, 현악 5부

## 구성
가단조, 2/4박자, 안단테 말링코니코의 평온한 서주 후에 6/8박자, 알레그로 논 토롯포의 정열적인 무곡조의 론도 주요부분이 이어진다.
주요부분의 구성은 A(가단조)-B(다장조)-A-D-C(다장조)-A-D-B(바장조)-A-코더. 코더의 직전에는 바이올린의 중음의 연속에 의한 짧은 카덴차가 들어갔다. 코더는 피우 알레그로, 가장조로 넘어가 음계에 의한 주구(走句)를 전개하여 후의 제목대로 맥없이 끝낸다.
연주 시간은 9분이다.

## 참고 문헌
- 『최신 명곡 해설전집9 협주곡II』음악지우사(音楽之友社)1980
- Ratner, Sabina Teller (2002) Camille Saint-Saëns 1835-1921: The instrumental works Oxford University Press